# Lied
Lied (у множині Lieder, з нім. пісня) — це термін, що використовується в історії класичної музики для позначення короткої ліричної пісні, текстовою основою якої є поема. Художня пісня, що вимагає класичної вокальної освіти і традиційно відрізняється від арії в опері та ораторії, а також від театральної пісні в п'єсі (подібно до віденського куплету). Твір зазвичай виконувався сольно під акомпанемент фортепіано. Пізніше такі твори виконувалися вже у повному оркестровому супроводі. У широкому контексті — будь-яка пісня, що має своєю текстовою основою німецький поетичний твір.
У вузькому розумінні під Lied може матися на увазі:
- одноголосна народна пісня і вишукані пісні міннезінгерів і мейстерзінгерів;

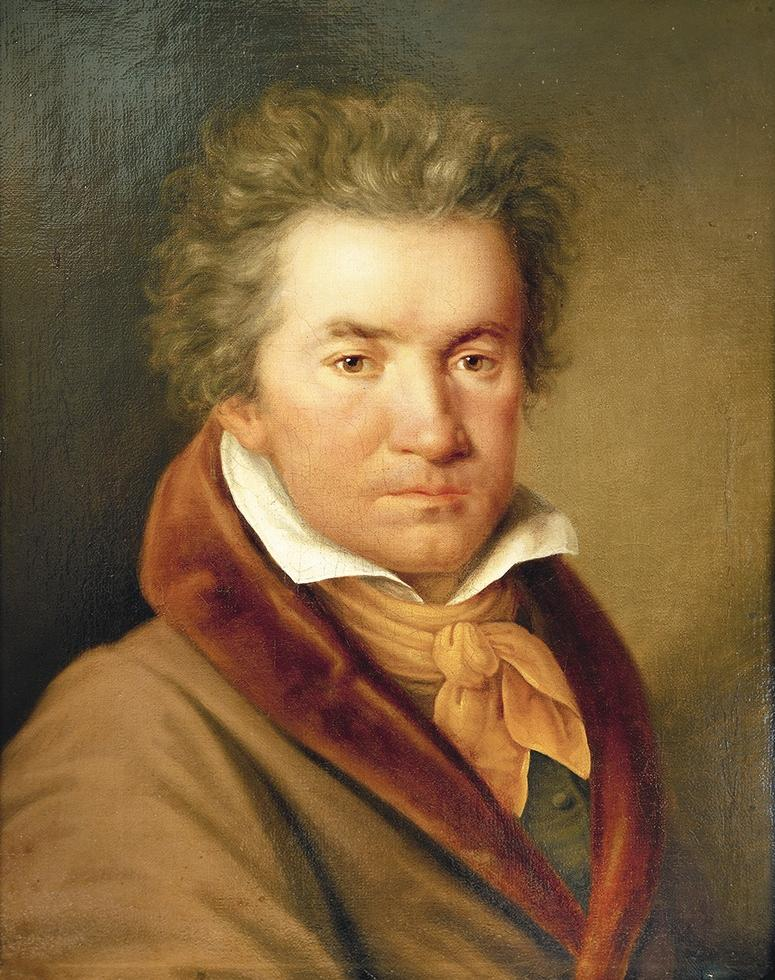
Бетховен (Джозеф Вілльброрд Мелер, 1815)

- старовинна поліфонічна Lied;
- романтична Lied.

## Романтична Lied

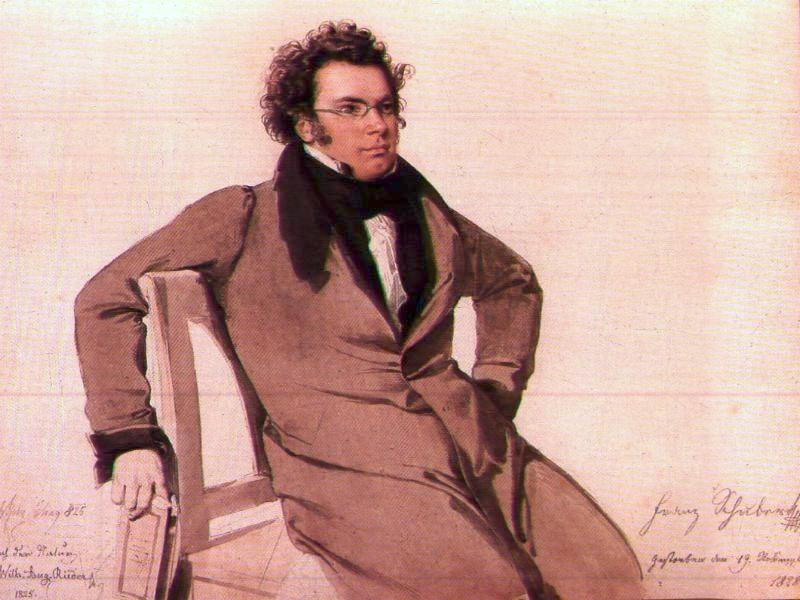
Франц Шуберт в травні 1825 року, Акварель Вільгельма Августа Рідера, підписана внизу Рідером і самим Ф.Шубертом

Біля витоків австро-німецької романтичної пісні стояли Бетховен і Шуберт а також Берліоз, Дебюссі, М. Мусоргський. Як стверджував у своєму «Музичному словнику» 1904 року, Гуго Ріман, романтична Lied характеризується надзвичайно високим художнім рівнем.

## Форми Lied

### Прості строфічні пісні
Мелодія та супровід у такого типу творах однакові в кожній строфі. Загальний настрій, таким чином, поширюється на всю пісню. Зміни настрою не впливають на строфічну систему. Приклад: «Ruhe» («Відпочинок»), К. Ф. Зельтер.

### Варіативні (поліфонічні) строфічні пісні
Мелодія і супровід змінюються в деяких строфах. Зміни настрою мають незначний вплив на загальну строфічну систему твору. Приклад: «Lindenbaum» («Липа») з циклу Winterreise, Франц Шуберт.

### Створені пісні
У творах такого типу дія завжди супроводжується новою мелодією та супроводом. Приклад: «З нянею» з циклу дитячих пісень, Модест Мусоргський. Він писав такі твори для сопрано або тенора і фортепіано, в яких зазвичай маленький хлопчик розповідає про свої повсякденні пригоди. Ця форма особливо підходить для текстів, які не є структурованими, а мають характер прози або розмовного слова. Проте, на основі їх змісту можуть бути сформовані і строфічні вірші.

## Приклади
Одним за найбільш відомих прикладів Lied є твір «Der Tod und das Mädchen» Шуберта («Смерть і діва»), «Gretchen am Spinnrade» («Гретхен за прялкою») і «Der Doppelgänger» («Двійник»). Зрідка такого роду твори записувалися у формі пісенного циклу (German Liederzyklus або ж Liederkreis), серії пісень (зазвичай три або більше), що були пов'язані спільною сюжетною лінією або темою. До їх числа можна віднести такі відомі твори, як «Die schöne Müllerin und Winterreise» («Прекрасний мірошник і зимова подорож») Шуберта або «Frauenliebe und -leben» Роберта Шумана.